# Fábio Silva Strongman
Fábio Miguel Andias Oliveira da Silva (14 de Outubro de 1990, São João da Madeira) é um atleta strongman português. 
Vencedor da competição do Homem Mais Forte de Portugal em 2017 e 2018, Fábio Silva é o primeiro homem a ter conquistado o título nacional mais do que uma vez.

## Principais conquistas
Atletismo de força (strongman)
- Homem Mais Forte de Portugal
  - 1º lugar — 2017[1], 2018[2]